# Мехреґан
Мехреґан (перс. مهرگان) або Jashn-e Mehr (جشن مهر досл. Фестиваль Мітри) — зороастрійське та іранське свято, яке відзначається на честь язати Мітри (перс. Mehr), який відповідає за дружбу, прихильність і любов.

## Назва
«Mehregan» походить від середньоперської назви Mihrakān/Mihragān, яка сама походить від староперської Mithrakāna.

## Вступ
Мехреґан — іранське свято на честь зороастрійського язата Мітри. Під імперією Ахеменідів (330—550 рр. до н. е.) вірменські піддані перського царя щороку дарували йому 20 000 коней під час святкування Мехреґану. За Сасанідської імперії (224—651) Мехреґан був другим за значенням святом після Наврузу. Через те, що ці два свята тісно пов'язані з роллю іранського царства, сасанідські правителі зазвичай коронувалися або в Мехреґан, або в Навруз.
В «Книзі вказівок з елементів мистецтва астрології» Аль-Біруні в одинадцятому столітті (233) астроном зазначив, що «деякі люди віддають перевагу Міхреґану [над Наврузом, тобто днем Нового року/весняного рівнодення] настільки ж, наскільки вони віддають перевагу осені над весною».
Як і Біруні в інші святкові дні, про які він згадує, він повторює місцеву анекдотичну асоціацію для свого опису Мехреґана (ха-аль-мірджан арабською мовою автора) з фрагментом казки з іранського фольклору: цього дня Ферейдун переміг злого Заххака й ув'язнив його на горі Демавенд. Цей фрагмент легенди є частиною більшого циклу, який пов'язує Мехрґана з Наврузом; Дахак переміг Джамшида (який, згідно з легендами, є тим, хто встановив Навруз або Новий рік), а Ферейдун перемагає Заххака, таким чином відновлюючи рівновагу. Асоціація Мехрґана з полярністю весна/осінь, сівба/жнива та цикл народження/відродження також не уникла Біруні, оскільки, як він зазначив, «вони вважають Міхраґан знаком воскресіння та кінця світу, тому що в Міхраґані те, що росте, досягає досконалості».

## У давнину

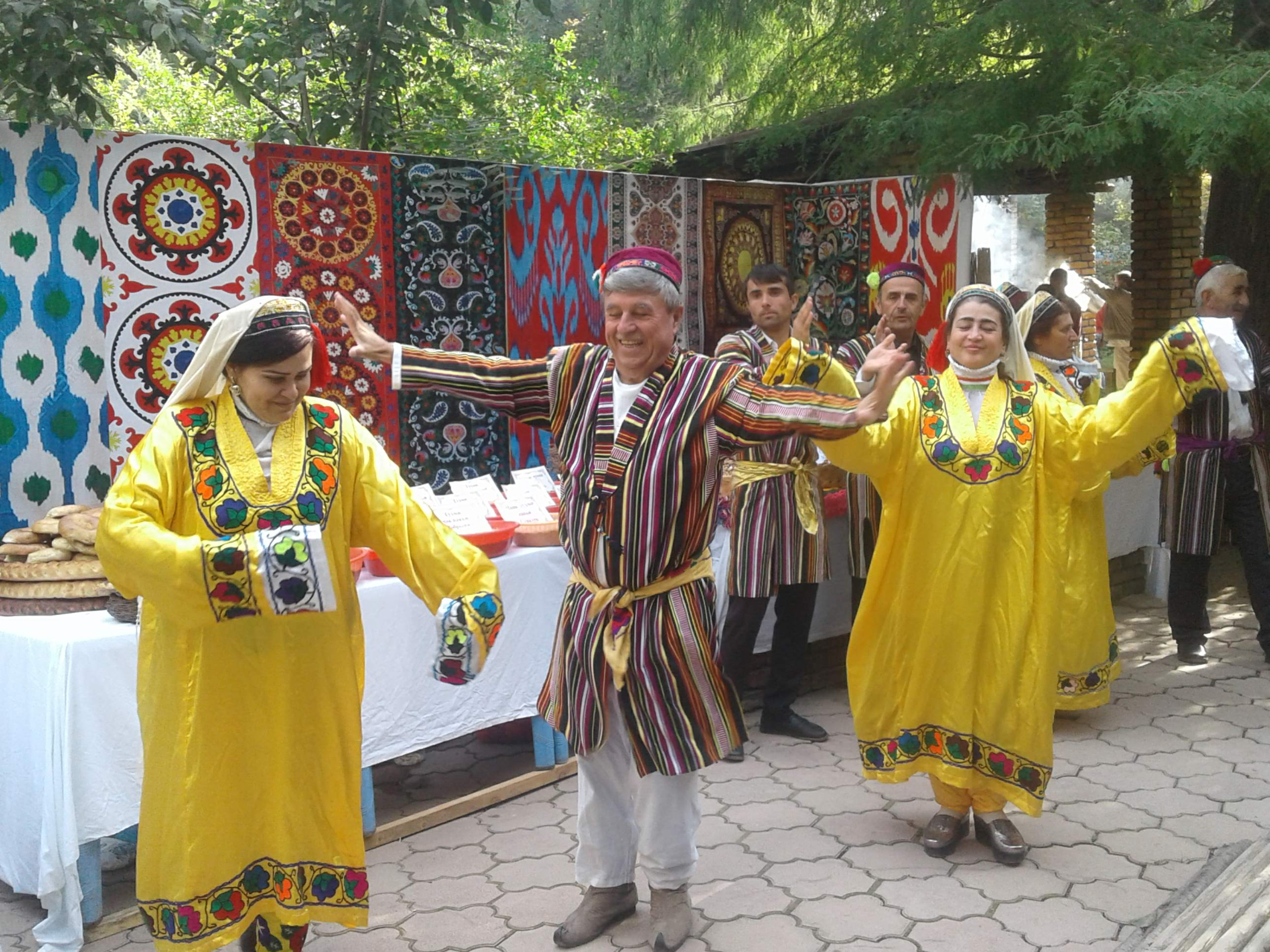
Таджики святкують Мехреґан у Душанбе

Мехрґан святкувався в екстравагантному стилі в Персеполі. Це був час не тільки збору врожаю, але й збору податків. Відвідувачі з різних куточків Перської імперії приносили подарунки для короля, що сприяло жвавому фестивалю.
Під час доісламського та раннього ісламського Ірану Мехрґан святкувався з такою ж пишністю та пишнотою, що й Навруз. Був звичай, коли люди посилали або дарували своєму королю та один одному подарунки. Багаті люди зазвичай дарували золоті та срібні монети, герої та воїни дарували коней, а інші дарували подарунки відповідно до своїх фінансових можливостей та можливостей, навіть такі прості, як яблуко. Ті, кому пощастило, допомагали бідним подарунками.
Було зареєстровано подарунків королівському двору понад десять тисяч золотих монет. Якщо дарувальнику знадобилися гроші пізніше, суд повернув би суму подарунку вдвічі. Царі проводили дві аудієнції на рік: одну аудієнцію в Наврузі, а іншу в Мехрегані. Під час святкування Мехреґану король одягав хутряний халат і роздавав увесь свій літній одяг.
Після монгольського вторгнення в Іран святкування Мехрґану втратило свою популярність. Зороастрійці Єзда та Кермана продовжували святкувати Мехрґан в екстравагантний спосіб.

## У сьогоденні
2 жовтня 2022 року, яке збіглося з Мехреґаном, по всьому Ірану відбулася низка церемоній. Ці церемонії проводилися в провінціях Тегеран, Єзд, Курдистан, Західний Азербайджан, Зенджан, Систан і Белуджистан, Ісфаган, Бушир, Північний Хорасан і Ґолестан.

## Підстава для дати
Як зазначалося вище, Mehrgān — це свято іменин. Ці іменини — це свята, які відзначаються в день року, коли перетинаються назва дня та назва місяця, присвячені конкретному ангелу чи чесноті. Дійсно, зороастрійські перси до ісламу мали 30-денні місяці, що означає, що кожен день у місяці мав іншу назву, а 12 днів також були назвами 12 місяців. Відзначався день, назва якого відповідала назві місяця.